# William Penn
Pour les articles homonymes, voir Penn.
Ne doit pas être confondu avec William Penn (amiral).
William Penn (14 octobre 1644 - 30 juillet 1718) est un homme politique et un réformateur religieux, promoteur en Amérique du quakerisme, fondateur de la ville de Philadelphie et de la Province de Pennsylvanie qui est devenue l'État américain de Pennsylvanie.

## Biographie
William Penn naît dans une famille anglaise des plus aisées. Son père est un héros de la marine anobli, l'amiral Sir William Penn ; sa mère, Margaret Jasper, est la fille d’un marchand de Rotterdam. Élève brillant, le jeune William dévie cependant de la voie qui lui semble promise en adhérant aux principes de la Société religieuse des Amis, groupe religieux pacifiste et libertaire connue depuis sous le nom de Quakers. 
Ayant été chassé de l'université d'Oxford pour ses positions protestantes trop radicales, son père l'expédie en France « pour apprendre les bonnes manières ». Après un séjour à la cour, il s'inscrit à l'Académie protestante de Saumur où il passe les années 1662-1663, logeant chez Moïse Amyraut. La gestation de sa conversion définitive au quakerisme est longue ; elle intervient finalement en Irlande, où son père l’a envoyé en 1667 pour s'occuper du domaine qu'il y possède afin de l’éloigner de Londres et de l’influence de la secte avec laquelle William a manifesté une certaine proximité de pensée.
William est alors persécuté comme les autres quakers sur le sol britannique : de décembre 1668 à juillet 1669, il est notamment incarcéré à la Tour de Londres. 
Il se rallie progressivement au projet de s'exiler dans les territoires d’Amérique du Nord pour y fonder une colonie où les Amis pourront vivre selon leurs principes. Quelques quakers se sont déjà installés dans la province du New Jersey en 1677. Mais William a désormais les moyens d'un projet plus ambitieux ; la mort de son père l'a en effet laissé à la tête d’une fortune importante. Il hérite en particulier d’une créance de 16 000 livres contractée par la couronne auprès de son père. Il négocie auprès de la Cour sa liquidation contre des terres en Amérique du Nord. Le 4 mars 1681, Charles II lui octroie par charte un vaste territoire situé à l'ouest du New Jersey.
En 1682, William Penn y fonde la ville de Philadelphie, en y appliquant les préceptes de gouvernement d'une société libérale idéale. La jeune colonie quaker devient rapidement prospère. Il souhaitait que cette cité servît de port et de centre politique. Même si Charles II lui en avait donné la propriété, William Penn acheta la terre aux Amérindiens afin d’établir avec eux des relations pacifiques.

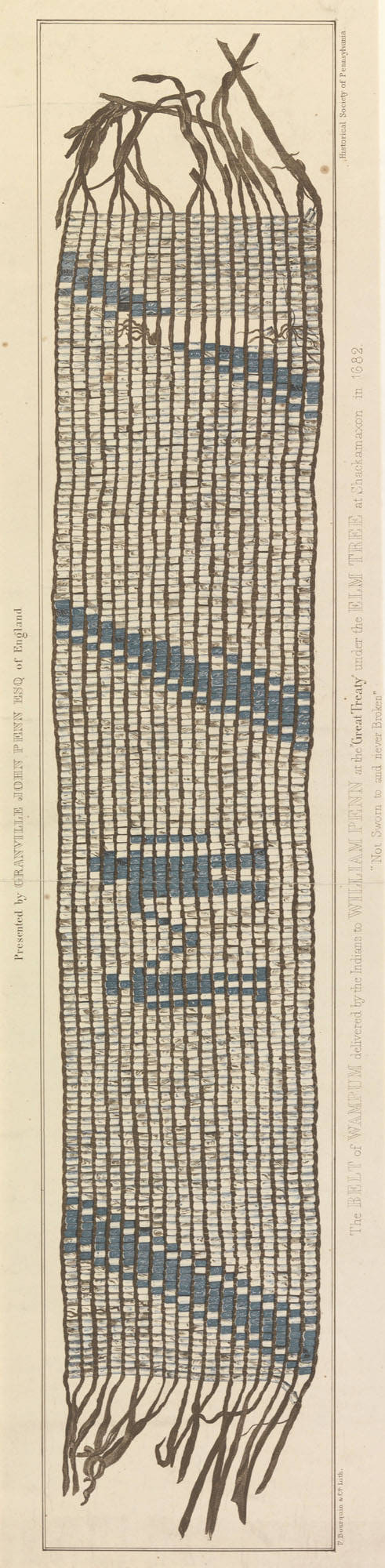
Le collier de porcelaine livré par les Amérindiens à William Penn lors du Grand Traité sous l'orme à Shackamoxon en 1682 — traité qui n'a point été juré, et qui n'a point été rompu.

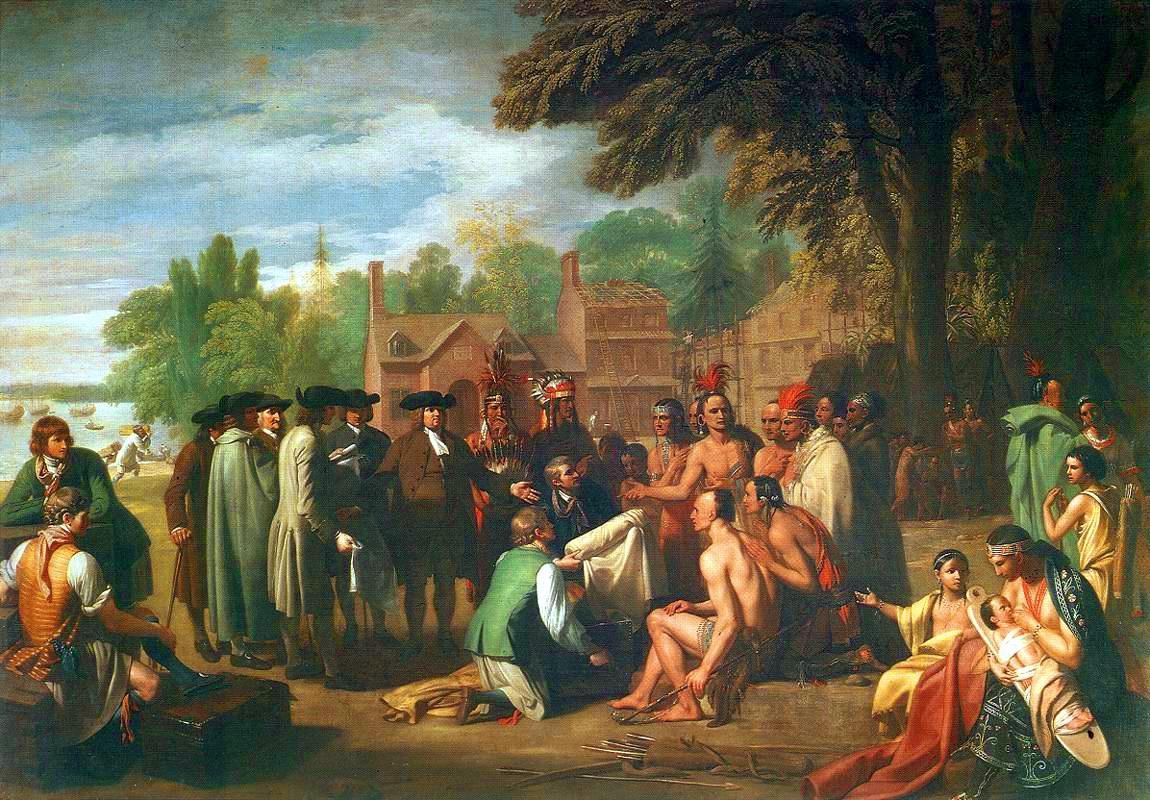
Benjamin West, La Signature du traité entre Penn et les Indiens.

William Penn signa un traité d'amitié (en) avec Tamanend, le chef de la nation Delaware, à Shackamaxon dans les environs de Philadelphie.
Le texte original de la Déclaration d'Indépendance et de la Constitution a été signé au Capitole de Philadelphie aujourd'hui appelé Independence Hall (les textes originaux se trouvent aux archives Nationales à Washington, D.C.). La colonie rachète également d'autres terres, dont l'ouest du New Jersey à William Berkeley en 1674. Les idéaux qui y furent mis en pratique eurent une influence importante sur les futures institutions américaines.
Il retourna en Angleterre, où il vécut les dernières années de sa vie, habitant à Rushcoms près de Zwyford, dans le comté de Buckingham. Il y décéda en 1718 à l'âge de 74 ans, inhumé à Jordans, dans le même comté, où sa première femme et plusieurs personnes de sa famille avaient été enterrées.
En 1984, il a reçu du gouvernement américain à titre posthume la distinction de citoyen d'honneur des États-Unis d'Amérique pour son action politique, considérée comme un haut fait envers la nation américaine. Il reste dans la postérité en ayant légué son nom à l'État de Pennsylvanie.
Une statue de William Penn est installée au sommet de l'hôtel de ville de Philadelphie, elle domina la ville jusqu'en 1987 (construction du One Liberty Place). Un accord tacite voulait qu'il était interdit de construire plus haut que celle-ci (167 m). Cependant, aujourd'hui, la statue de William Penn a toujours la vue dégagée sur le fleuve Delaware.

## Sources

## Compléments